# Madina, Gegharkunik
Madina là một đô thị thuộc tỉnh Gegharkunik, Armenia. Dân số ước tính năm 2011 là 1162 người.